# Benoît Paire
Benoît Paire (Avignone, 8 maggio 1989) è un tennista francese.
Ha conquistato tre titoli ATP in singolare, tutti su terra rossa, su nove finali disputate, e un titolo in doppio. Nella classifica ATP ha raggiunto la posizione nº 18. Nelle prove del Grande Slam vanta gli ottavi di finale agli US Open 2015, a Wimbledon 2017 e 2019 e al Roland Garros 2019.

## Carriera

### 2010-2011: debutto nel circuito maggiore, primi titoli Challenger e top 100
Nel circuito ATP esordisce nel 2010 al Roland Garros dopo aver passato le qualificazioni, e viene sconfitto al primo turno da Olivier Rochus al quarto set. Ad agosto supera il tabellone cadetto anche agli US Open e coglie quindi il primo successo nel circuito ATP eliminando Rainer Schüttler in cinque set, risultato con cui porta il best ranking alla 142ª posizione mondiale. Nel corso della stagione disputa le prime due semifinali Challenger in carriera ad Arad e San Sebastián, perse rispettivamente contro David Guez e Albert Ramos Viñolas.
All'esordio del 2011 raggiunge il secondo turno agli Australian Open. Nella prima parte della stagione si spinge fino agli ottavi di finale nel torneo ATP di Rotterdam e a maggio, dopo la finale persa al Saint-Brieuc Challenger e il secondo turno al Barcelona Open, entra per la prima volta nella top 100 e vi resta solo due settimane. Supera il primo turno all'ATP di Stoccarda e torna a mettersi in luce a settembre vincendo il primo titolo Challenger a Brașov grazie al ritiro in finale di Maxime Teixeira. Quello stesso mese raggiunge il secondo turno all'ATP di Metz. A novembre vince anche la finale al Challenger di Salisburgo battendo in tre set Grega Žemlja e ritorna nella top 100, al 94º posto.

### 2012: prima finale ATP a Belgrado e top 50
Al torneo di Auckland raggiunge per la prima volta i quarti di finale del circuito maggiore, risultato che bissa tre mesi dopo a Casablanca. La settimana successiva disputa la sua prima finale al torneo di Belgrado, dove elimina Fabio Fognini, Jarkko Nieminen e Pablo Andújar prima di arrendersi nell'atto conclusivo ad Andreas Seppi per 3-6, 2-6. Nel periodo successivo arriva in semifinale sull'erba del Rosmalen Open e al terzo turno a Wimbledon. Dopo un periodo di risultati negativi, a fine stagione si spinge fino ai quarti a Basilea e dopo il secondo turno disputato al Paris Masters porta il best ranking alla 41ª posizione.

### 2013: semifinale al Masters di Roma e una finale ATP
Dopo la semifinale persa a Chennai all'esordio stagionale, a febbraio raggiunge la sua seconda finale ATP al torneo di Montpellier e viene sconfitto dal nº 10 del mondo Richard Gasquet. Agli Internazionali d'Italia giunge per la prima volta in semifinale in un torneo Masters 1000, eliminando negli ottavi di finale il nº 7 del mondo Juan Martín del Potro, primo top 10 sconfitto in carriera. A estrometterlo è il nº 3 del ranking Roger Federer. Al secondo turno del Masters 1000 di Montréal elimina in due set il nº 10 del mondo Stan Wawrinka prima di cedere in tre partite al qualificato Marinko Matosevic. Ad agosto raggiunge la 24ª posizione del ranking e chiude la stagione alla 26ª.

### 2014: la stagione peggiore
Gli unici risultati di rilievo del 2014 arrivano nella prima parte della stagione con il terzo turno agli Australian Open e i quarti di finale nei tornei di Chennai e Casablanca.
Conclude l'anno alla posizione nº 118 del ranking mondiale.

### 2015: primo titolo e quarta finale ATP
Dopo aver vinto nella prima metà della stagione il torneo ITF di Bressuire e i Challenger di Bergamo e Quimper, il 26 luglio vince il suo primo titolo ATP a Båstad, senza perdere un set, battendo nell'ordine Markus Eriksson (7-6, 6-3), David Goffin, testa di serie nº 1, (6-2, 6-3), Denis Istomin (6-4, 6-2), Pablo Cuevas, testa di serie nº 3 e campione uscente (6-4, 6-3) e in finale il nº 2 del seeding Tommy Robredo per 7-6, 6-3. Dopo Steve Darcis nel 2007, è il secondo tennista a vincere nello stesso anno nei tre diversi circuiti ITF, Challenger e ATP.
Agli US Open si spinge fino agli ottavi di finale dove viene sconfitto da Jo-Wilfried Tsonga per 3-6, 4-6, 4-6, dopo aver eliminato al primo turno in cinque set Kei Nishikori, nº 4 del mondo.
Al torneo di Tokyo approda per la quarta volta in finale nel circuito maggiore, grazie al successo in semifinale su Nishikori, nº 6 del mondo. A impedirgli di sollevare il secondo trofeo è il nº 4 del mondo Stan Wawrinka, che lo sconfigge in due set.
Al termine della stagione si colloca alla posizione nº 19 della classifica ATP.

### 2016: altre quattro semifinali
L'11 gennaio sale al nº 18 in classifica mondiale.
Giunge quattro volte in semifinale, nei tornei di Chennai, Marsiglia, dove supera nei quarti Stan Wawrinka, nº 4 del mondo, Barcellona ed Estoril.
Chiude l'anno alla posizione nº 47.

### 2017: quinta finale ATP
Al Masters 1000 di Madrid giunge agli ottavi di finale grazie al successo nei sedicesimi sul nº 3 del mondo Stan Wawrinka, il giocatore dalla classifica più alta da lui battuto in carriera. A eliminarlo è Pablo Cuevas in tre set.
Con gli ottavi di finale ottiene il suo miglior risultato al torneo di Wimbledon dove sconfigge nell'ordine Rogerio Dutra Silva, Pierre Hugues Herbert e Jerzy Janowicz, prima di arrendersi al nº 1 del mondo Andy Murray. Dopo quattro sconfitte in semifinale nei tornei di Chennai, Montpellier, Marrakech e Stoccarda, a Metz raggiunge la sua quinta finale in carriera, dove viene sconfitto in due set dal qualificato Peter Gojowczyk.
Conclude il 2017 al nº 41 della classifica mondiale.

### 2018: due semifinali ATP e debutto in Coppa Davis
A Pune giunge in semifinale grazie ai successi su Márton Fucsovics e Robin Haase. L'approdo in finale gli viene impedito da Kevin Anderson che lo supera in rimonta. Il suo cammino si ferma in semifinale anche al torneo di Sydney dove elimina Aljaz Bedene, Leonardo Mayer e Gilles Muller, prima di cedere ad Alex de Minaur.
In settembre debutta in Coppa Davis nella sfida di semifinale del World Group contro la Spagna vinta dalla Francia per 3-2. Nel suo unico incontro di singolare, Paire sconfigge Pablo Carreno Busta in tre set.
Al termine della stagione si trova alla posizione nº 52 della graduatoria ATP.

### 2019: due titoli ATP e ottavi a Roland Garros e Wimbledon
In aprile conquista il secondo titolo ATP al torneo di Marrakech. Al primo turno sconfigge Aljaz Bedene in tre set. Negli ottavi dispone di Pierre Hugues Herbert in due partite e nei quarti la spunta in tre set su Jaume Munar. In semifinale elimina Jo-Wilfried Tsonga in due frazioni. Nel capitolo conclusivo, concede soltanto cinque giochi a Pablo Andujar, che batte per 6-2, 6-3.
Un mese più tardi vince il terzo titolo in carriera, il secondo in stagione, al torneo di Lione, superando nell'ordine Mackenzie Mcdonald, Pablo Cuevas, Denis Shapovalov, Taylor Fritz e in finale Félix Auger Aliassime, che sconfigge col punteggio di 6-4, 6-3.
Approda per la prima volta agli ottavi di finale del Roland Garros grazie alle vittorie su Marius Copil, Pierre Hugues Herbert e Pablo Carreño Busta. La sua serie di otto incontri vinti consecutivamente si interrompe contro Kei Nishilori, dal quale subisce la quarta sconfitta in altrettante sfide dirette sulla terra rossa, dopo aver servito per il match nel quinto set.
Raggiunge poi gli ottavi anche a Wimbledon, per la seconda volta in carriera, battendo Londero, Kecmanović e Veselý prima di arrendersi a Bautista Agut. Conquista poi i quarti di finale a Washington eliminando Marc Polmans e John Isner, per poi arrendersi al numero uno del seeding Stefanos Tsitsipas. Dopo due eliminazioni precoci a Montréal per mano di Richard Gasquet e a Cincinnati dal futuro campione Daniil Medvedev, partecipa al torneo di Winston-Salem dove viene accreditato dalla prima testa di serie. Raggiunge la sua terza finale stagione battendo in sequenza Prajnesh Gunneswaran, Ugo Humbert, Pablo Carreño Busta e Steve Johnson. Nell'atto conclusivo viene sconfitto per 3-6, 6-3, 3-6 da Hubert Hurkacz.

### 2020: Nona finale
Inizia il 2020 partecipando alla nuova ATP Cup, con un bilancio di due vittorie contro Nicolás Jarry e Dušan Lajović e una sconfitta contro Kevin Anderson, nel round robin. La settimana seguente gioca il torneo di Auckland e nei sedicesimi di finale batte il vincitore delle NextGen ATP Finals Jannik Sinner in 3 set dopo essere andato in svantaggio nel primo set. Negli ottavi affronta batte il qualificato brasiliano Thiago Monteiro, sempre in 3 set rimontando da uno svantaggio iniziale. Agli ottavi di finale batte in 3 set l'australiano John Millman mentre guadagna l'accesso alla finale battendo il polacco Hubert Hurkacz. Disputa la sua nona finale ATP contro l'altro francese Ugo Humbert che lo sconfigge col punteggio di 6(2)-7, 6-3, 6(5)-7. Agli Australian Open è testa di serie numero ventuno, non riesce ad andare oltre il secondo turno fermato in cinque set da Marin Čilić, dopo aver battuto al primo Cedrik-Marcel Stebe sempre in cinque set. Torna subito in campo a Pune, come testa di serie numero uno, ma viene sconfitto all'esordio dal qualificato Roberto Marcora con un doppio 6-4. La settimana seguente subisce un'altra sconfitta al primo turno contro Aljaž Bedene a Rotterdam. Non va meglio all'Open 13, dove riesce a superare il primo turno contro il connazionale Grégoire Barrère, per poi arrendersi ad Aleksandr Bublik. Al successivo torneo di Dubai, si prende la rivincita su Čilić al primo turno ma cede poi a Richard Gasquet con un doppio 6-4.
Dopo il lungo stop dovuto alla Pandemia, torna in campo a Cincinnati, torneo giocato eccezionalmente a New York, ma si ritira al primo turno contro Borna Ćorić sotto 6-0, 1-0. Risulta poi positivo al SARS-CoV-2, ed è costretto a saltare il successivo US Open. Guarito, torna in campo a Roma ma viene sconfitto al primo turno da Sinner, col punteggio di 6-1, 6-2, lamentandosi con gli organizzatori del torneo che non gli avevano concesso un giorno di allenamento in più. Partecipa al torneo di Amburgo ma si ritira sotto 6-4, 2-0 contro Casper Ruud al primo turno. Al Roland Garros supera al primo turno Kwon Soon-woo in tre set, ma al turno seguente viene sorpreso dall'argentino Federico Coria in quattro set.

### 2021
Nel 2021 Benoit Paire vive una stagione di alti e bassi dal punto di vista tennistico ed emotivo. Apre l'anno con risultati molto negativi e sconfitte particolarmente sorprendenti. Agli Australian Open perde al primo turno da Egor Gerasimov, si sposta poi in Sudamerica ma senza modificare il trend negativo vincendo un solo match su quattro contro Nicolás Jarry a Cordoba. Fino al mese di maggio rimedia solo sconfitte. Torna al successo al primo turno del Mutua Madrid Open vincendo con Nikoloz Basilashvili in due set. Il ritorno alla vittoria, tuttavia, non sembra essere un cambio di rotta per il tennista francese. Paire perde il successivo match contro Stefanos Tsitsipas con lo score di 6-1 6-2 e rimedia poi altre cinque sconfitte consecutive al primo turno nei tornei di Roma (perdendo da Travaglia), Ginevra (perdendo da Koepfer), Parigi (da Ruud), Queens (da Murray) e Wimbledon (da Schwartzman). Paire riceve anche una multa per scarso impiego dopo la sconfitta a Wimbledon. Il francese dà poi qualche segnale di risveglio nei tornei post Championships raggiungendo i quarti di finale nei tornei di Amburgo (fermato da Delbonis), Gstaad (fermato da Ruud) e Cincinnati (sconfitto da Rublev dopo aver vinto contro giocatori dal calibro di John Isner e Denis Shapovalov). Questi saranno però gli ultimi risultati significativi della stagione per Paire che, dopo la sconfitta ai quarti di Cincinnati, riuscirà a vincere un solo match contro il connazionale Gilles Simon a Winston-Salem. Paire chiude l'anno con una terribile sconfitta contro Jelle Sels all'esordio di un torneo Challenger. A fine anno gli viene anche diagnosticato il Covid-19 per la seconda volta.

## Caratteristiche tecniche
In possesso di uno dei migliori rovesci in circolazione, dispone di un potente servizio anche in virtù dell'altezza, mentre ha nel dritto il suo punto debole. È particolarmente abile nelle smorzate.

## Statistiche

### Singolare

#### Vittorie (3)
| Legenda singolare    |
| Grande Slam (0)      |
| ATP Finals (0)       |
| ATP Masters 1000 (0) |
| ATP Tour 500 (0)     |
| ATP Tour 250 (3)     |

| N. | Data           | Torneo                                     | Superficie  | Avversari in finale   | Punteggio   |
| 1. | 26 luglio 2015 | Swedish Open, Båstad                       | Terra rossa | Tommy Robredo         | 7-6(7), 6-3 |
| 2. | 14 aprile 2019 | Grand Prix Hassan II, Marrakech            | Terra rossa | Pablo Andújar         | 6-2, 6-3    |
| 3. | 25 maggio 2019 | Open Parc Auvergne-Rhône-Alpes Lyon, Lione | Terra rossa | Félix Auger-Aliassime | 6-4, 6-3    |

#### Finali perse (6)
| Legenda singolare    |
| Grande Slam (0)      |
| ATP Finals (0)       |
| ATP Masters 1000 (0) |
| ATP Tour 500 (1)     |
| ATP Tour 250 (5)     |

| N. | Data              | Torneo                                 | Superficie  | Avversari in finale | Punteggio           |
| 1. | 6 maggio 2012     | Serbia Open, Belgrado                  | Terra rossa | Andreas Seppi       | 3-6, 2-6            |
| 2. | 10 febbraio 2013  | Open Sud de France, Montpellier        | Cemento (i) | Richard Gasquet     | 2-6, 3-6            |
| 3. | 11 ottobre 2015   | Japan Open Tennis Championships, Tokyo | Cemento     | Stan Wawrinka       | 2-6, 4-6            |
| 4. | 24 settembre 2017 | Moselle Open, Metz                     | Cemento (i) | Peter Gojowczyk     | 5-7, 2-6            |
| 5. | 24 agosto 2019    | Winston-Salem Open, Winston-Salem      | Cemento     | Hubert Hurkacz      | 3-6, 6-3, 3-6       |
| 6. | 18 gennaio 2020   | Auckland Open, Auckland                | Cemento     | Ugo Humbert         | 6(2)-7, 6-3, 6(5)-7 |

### Doppio

#### Vittorie (1)
| Legenda doppio       |
| Grande Slam (0)      |
| ATP Finals (0)       |
| ATP Masters 1000 (0) |
| ATP Tour 500 (0)     |
| ATP Tour 250 (1)     |

| N. | Data           | Torneo                | Superficie | Compagno      | Avversari in finale           | Punteggio |
| 1. | 6 gennaio 2013 | Chennai Open, Chennai | Cemento    | Stan Wawrinka | Andre Begemann Martin Emmrich | 6-2, 6-1  |

#### Finali perse (3)
| Legenda doppio       |
| Grande Slam (0)      |
| ATP Finals (0)       |
| ATP Masters 1000 (0) |
| ATP Tour 500 (0)     |
| ATP Tour 250 (3)     |

| N. | Data             | Torneo                          | Superficie  | Compagno               | Avversari in finale                | Punteggio        |
| 1. | 10 gennaio 2016  | Chennai Open, Chennai           | Cemento     | Austin Krajicek        | Oliver Marach Fabrice Martin       | 3-6, 5-7         |
| 2. | 14 aprile 2018   | Grand Prix Hassan II, Marrakech | Terra rossa | Édouard Roger-Vasselin | Nikola Mektić Alexander Peya       | 5-7, 6-3, [7-10] |
| 3. | 28 febbraio 2021 | Córdoba Open, Córdoba           | Terra rossa | Romain Arneodo         | Rafael Matos Felipe Meligeni Alves | 4-6, 1-6         |

### Tornei minori

#### Singolare

##### Vittorie (14)
| Legenda tornei minori |
| Challenger (8)        |
| Futures (6)           |

| N.  | Data              | Torneo                                             | Superficie  | Avversari in finale  | Punteggio         |
| 1.  | 15 luglio 2007    | France F10, Bourg-en-Bresse                        | Terra rossa | Éric Prodon          | 2-6, 6-2, 6-3     |
| 2.  | 14 giugno 2009    | Slovenia F3, Capodistria                           | Terra rossa | Marco Mirnegg        | 6(4)-7, 6-4, 6-3  |
| 3.  | 17 gennaio 2010   | USA F1, Plantation                                 | Terra verde | Marco Mirnegg        | 6-2, 6(10)-7, 7-5 |
| 4.  | 7 marzo 2010      | Portugal F1, Faro                                  | Terra rossa | Adrian Cruciat       | 3-6, 6-4, 6-2     |
| 5.  | 21 marzo 2010     | Portugal F3, Albufeira                             | Cemento     | Thomas Schoorel      | 7-6(5), 6-4       |
| 6.  | 11 settembre 2011 | Brașov Challenger, Brașov                          | Terra rossa | Maxime Teixeira      | 6-4, 3-0 rit.     |
| 7.  | 20 novembre 2011  | ATP Salzburg Indoors, Salisburgo                   | Cemento (i) | Grega Žemlja         | 6(6)-7, 6-4, 6-4  |
| 8.  | 31 marzo 2013     | Open Guadeloupe, Le Gosier                         | Cemento     | Serhij Stachovs'kyj  | 6-4, 5-7, 6-4     |
| 9.  | 25 gennaio 2015   | France F1, Bressuire                               | Cemento (i) | Maxime Teixeira      | 6-3, 0-6, 6-2     |
| 10. | 15 febbraio 2015  | Internazionali di Bergamo, Bergamo                 | Cemento (i) | Oleksandr Nedovjesov | 6-3, 7-6(3)       |
| 11. | 8 marzo 2015      | Open Quimper, Quimper                              | Cemento     | Gregoire Barrere     | 6-3, 3-6, 6-4     |
| 12. | 15 novembre 2015  | Internationaux de Vendée, Mouilleron-le-Captif     | Cemento (i) | Lucas Pouille        | 6-4, 1-6, 7-6(7)  |
| 13. | 12 marzo 2023     | Puerto Vallarta Open, Puerto Vallarta              | Cemento     | Yuta Shimizu         | 3-6, 6-0, 6-2     |
| 14. | 16 luglio 2023    | San Benedetto Tennis Cup, San Benedetto del Tronto | Terra rossa | Richard Gasquet      | 4-6, 6-1, 6-1     |

##### Finali perse (15)
| Legenda tornei minori |
| Challenger (8)        |
| Futures (7)           |

| N.  | Data              | Torneo                                                 | Superficie      | Avversari in finale     | Punteggio        |
| 1.  | 15 giugno 2008    | Italy F17, Bassano del Grappa                          | Terra rossa     | Patrick Prader          | 5-7, 3-6         |
| 2.  | 14 luglio 2009    | Great Britain F8, Felixstowe                           | Terra rossa     | Alexander Sadecky       | 1-6, 3-6         |
| 3.  | 23 agosto 2009    | Austria F7, Sankt Pölten                               | Terra rossa     | Aljaž Bedene            | 4-6, 0-6         |
| 4.  | 20 settembre 2009 | Portugal F4, Porto                                     | Terra rossa     | Daniel Smethurst        | 6-3, 4-6, 4-6    |
| 5.  | 20 settembre 2009 | Germany F18, Hambach                                   | Sintetico (i)   | Peter Gojowczyk         | 4-6, 4-6         |
| 6.  | 13 marzo 2010     | Portugal F1, Lagos                                     | Terra rossa     | Guillermo Alcaide       | 4-6, 6-4, 3-6    |
| 7.  | 2 maggio 2010     | Spain F14, Vic                                         | Terra rossa     | Sergio Gutiérrez Ferrol | 6-2, 5-7, 5-7    |
| 8.  | 2 maggio 2010     | Arad Challenger, Arad                                  | Terra rossa     | David Guez              | 3-6, 6-1, 3-6    |
| 9.  | 22 agosto 2010    | Concurso Internacional de San Sebastián, San Sebastián | Terra rossa     | Albert Ramos Viñolas    | 4-6, 2-6         |
| 10. | 3 aprile 2011     | Saint-Brieuc Challenger, Saint-Brieuc                  | Terra rossa (i) | Maxime Teixeira         | 3-6, 0-6         |
| 11. | 1º marzo 2015     | Challenger Cherbourg-La Manche, Cherbourg              | Cemento         | Norbert Gombos          | 1-6, 6(4)-7      |
| 12. | 25 ottobre 2015   | Brest Challenger, Brest                                | Cemento (i)     | Ivan Dodig              | 5-7, 1-6         |
| 13. | 9 aprile 2017     | Sophia Antipolis Open, Sophia-Antipolis                | Terra rossa     | Aljaž Bedene            | 2-6, 2-6         |
| 14. | 31 marzo 2019     | Marbella Tennis Open, Marbella                         | Terra rossa     | Pablo Andújar           | 6-4, 6(6)-7, 4-6 |
| 15. | 14 maggio 2023    | Internazionali d'Abruzzo, Francavilla al Mare          | Terra rossa     | Alejandro Tabilo        | 1-6, 5-7         |
| 16. | 2 dicembre 2023   | Maia Challenger, Maia                                  | Terra rossa (i) | Nuno Borges             | 1-6, 4-6         |

## Risultati in progressione
| Sigla | Risultato               |
| ----- | ----------------------- |
| V     | Vincitore               |
| F     | Finalista               |
| SF    | Semifinalista           |
| O     | Oro olimpico            |
| A     | Argento olimpico        |
| SF    | Bronzo olimpico         |
| QF    | Quarti di Finale        |
| 4T    | Quarto turno            |
| 3T    | Terzo turno             |
| 2T    | Secondo turno           |
| 1T    | Primo turno             |
| RR    | Round Robin             |
| LQ    | Turno di qualificazione |
| A     | Assente                 |
| ND    | Non disputato           |

| Legenda superfici    |
| -------------------- |
| Cemento              |
| Terra battuta        |
| Erba                 |
| Superficie variabile |

### Singolare
| Tornei Grande Slam         |     |               |               |               |     |               |               |               |     |               |               |               |               |     |     |     |       |
| Australian Open, Melbourne | A   | A             | A             | 2T            | 1T  | 1T            | 3T            | Q1            | 1T  | 3T            | 1T            | 1T            | 2T            | 1T  | 3T  | Q2  | 8-11  |
| Roland Garros, Parigi      | Q1  | Q3            | 1T            | 1T            | 2T  | 3T            | 2T            | 3T            | 2T  | 1T            | 2T            | 4T            | 2T            | 1T  | 1T  | 1T  | 12-14 |
| Wimbledon, Londra          | A   | A             | Q1            | 1T            | 3T  | 3T            | 1T            | 2T            | 2T  | 4T            | 3T            | 4T            | ND            | 1T  | 1T  | Q1  | 14-11 |
| US Open, New York          | A   | A             | 2T            | Q1            | 2T  | 1T            | 2T            | 4T            | 2T  | 2T            | 2T            | 2T            | A             | 1T  | 1T  |     | 10-11 |
| Vittorie-Sconfitte         | 0-0 | 0-0           | 1-2           | 1-3           | 4-4 | 4-4           | 4-4           | 6-3           | 3-4 | 6-4           | 4-4           | 7-4           | 2-2           | 0-4 | 2-4 | 0-1 | 44-47 |
| Giochi Olimpici            |     |               |               |               |     |               |               |               |     |               |               |               |               |     |     |     |       |
| Giochi Olimpici            | A   | Non disputati | Non disputati | Non disputati | A   | Non disputati | Non disputati | Non disputati | 2T  | Non disputati | Non disputati | Non disputati | Non disputati | A   | ND  | ND  | 1-1   |
| Vittorie-Sconfitte         | 0-0 | Non disputati | Non disputati | Non disputati | 0-0 | Non disputati | Non disputati | Non disputati | 1-1 | Non disputati | Non disputati | Non disputati | Non disputati | 0-0 | ND  | ND  | 1-1   |

### Doppio
| Tornei Grande Slam         |     |               |               |               |     |               |               |               |     |               |               |               |               |       |
| Australian Open, Melbourne | A   | A             | A             | A             | A   | QF            | 1T            | A             | A   | 1T            | 2T            | 1T            | 3T            | 6-6   |
| Roland Garros, Parigi      | A   | 1T            | 1T            | 1T            | 1T  | 1T            | 1T            | 1T            | 1T  | 1T            | 2T            | 2T            | 2T            | 3-12  |
| Wimbledon, Londra          | A   | A             | A             | A             | 1T  | 1T            | 1T            | 1T            | 1T  | 1T            | 1T            | 1T            | ND            | 0-8   |
| US Open, New York          | A   | A             | A             | A             | 2T  | A             | A             | 1T            | 1T  | 1T            | 1T            | 1T            | A             | 1-6   |
| Vittorie-Sconfitte         | 0-0 | 0-1           | 0-1           | 0-1           | 1-3 | 3-3           | 0-3           | 0-3           | 0-3 | 0-4           | 2-4           | 1-4           | 3-2           | 10-31 |
| Giochi Olimpici            |     |               |               |               |     |               |               |               |     |               |               |               |               |       |
| Giochi Olimpici            | A   | Non disputati | Non disputati | Non disputati | A   | Non disputati | Non disputati | Non disputati | A   | Non disputati | Non disputati | Non disputati | Non disputati | 0-0   |
| Vittorie-Sconfitte         | 0-0 | Non disputati | Non disputati | Non disputati | 0-0 | Non disputati | Non disputati | Non disputati | 0-0 | Non disputati | Non disputati | Non disputati | Non disputati | 0-0   |

### Doppio misto
| Tornei Grande Slam         |               |               |               |               |     |               |               |               |     |               |               |               |               |     |     |
| Australian Open, Melbourne | A             | A             | A             | A             | A   | A             | A             | A             | A   | A             | A             | A             | A             | A   | 0-0 |
| Roland Garros, Parigi      | A             | A             | A             | A             | 1T  | 1T            | A             | 1T            | A   | 2T            | 1T            | A             | ND            | A   | 1-5 |
| Wimbledon, Londra          | A             | A             | A             | A             | A   | A             | A             | A             | A   | A             | A             | A             | ND            | A   | 0-0 |
| US Open, New York          | A             | A             | A             | A             | A   | A             | A             | A             | A   | A             | A             | A             | ND            |     | 0-0 |
| Vittorie-Sconfitte         | 0-0           | 0-0           | 0-0           | 0-0           | 0-1 | 0-1           | 0-0           | 0-1           | 0-0 | 1-1           | 0-1           | 0-0           | 0-0           | 0-0 | 1-5 |
| Giochi Olimpici            |               |               |               |               |     |               |               |               |     |               |               |               |               |     |     |
| Giochi Olimpici            | Non disputati | Non disputati | Non disputati | Non disputati | A   | Non disputati | Non disputati | Non disputati | A   | Non disputati | Non disputati | Non disputati | Non disputati | 0-0 |     |
| Vittorie-Sconfitte         | Non disputati | Non disputati | Non disputati | Non disputati | 0-0 | Non disputati | Non disputati | Non disputati | 0-0 | Non disputati | Non disputati | Non disputati | Non disputati | 0-0 |     |